# 호랑이 꼬리를 밟은 사나이 (1963년 영화)
호랑이 꼬리를 밟은 사나이(호랑이 꼬리를 밟은 사나이)는 한국에서 제작된 이강원 감독의 1963년 영화이다. 김희갑 등이 주연으로 출연하였고 윤종욱 등이 제작에 참여하였다.

## 출연

### 주연
- 김희갑
- 윤인자
- 구봉서

## 제작진
- 원작자: 김광조
- 조명: 김연
- 미술: 홍성칠